# TV Makes the Superstar
TV Makes the Superstar ist ein Popsong und die einzige Singleauskopplung aus dem zwölften und letzten Album von Modern Talking, Universe. Zugleich ist es die letzte Singleveröffentlichung von Modern Talking.

## Entstehung und Inhalt
Der Song wurde von Dieter Bohlen selbst geschrieben und produziert. Der Song ist ein Synthiepopsong mit leichten Einflüssen elektronisch geprägter Rockmusik. Auch werden die Genres Euro House und Disco genannt. Der Text handelt davon, wie das Fernsehen Stars produziert und auch wieder fallenlässt. Er ist offenbar geprägt von Bohlens Erfahrungen als Jurymitglied bei Deutschland sucht den Superstar. Die Sendung hatte am 9. November 2002 ihre Premiere.

## Veröffentlichung und Rezeption
TV Makes the Superstar erschien am 3. März 2003 bei Hansa Records und erreichte in verschiedenen europäischen Ländern die Charts. In Deutschland schaffte es die Single noch einmal bis auf Platz zwei. In Österreich kam sie bis auf Platz 15, in der Schweiz auf Platz 55. Die Single enthielt den Song zusätzlich in der 5:05 Minuten langen Extended Version und in einer Instrumentalversion sowie den zusätzlichen Titel Blackbird.

## Titelliste
CD-Maxi Hansa 82876 50814 2 (BMG) / EAN 0828765081429 3. März 2003
1. TV Makes the Superstar (Radio Edit) – 3:44
2. TV Makes the Superstar (Extended) – 5:05
3. TV Makes the Superstar (Instrumental) – 3:44
4. Blackbird – 3:17

## Charts und Chartplatzierungen
| ChartsChartplatzierungen | Höchstplatzierung | Wochen |
| ------------------------ | ----------------- | ------ |
| Deutschland (GfK)        | 2 (12 Wo.)        | 12     |
| Österreich (Ö3)          | 15 (11 Wo.)       | 11     |
| Schweiz (IFPI)           | 55 (7 Wo.)        | 7      |